# 야신 부누
야신 부누(ياسين بونو, 1991년 4월 5일 ~ )는 줄여서 보노(Bono)라는 별칭으로도 알려진 모로코의 프로 축구 선수이며, 현재 사우디 프로페셔널리그의 알힐랄과 모로코 대표팀에서 골키퍼로 활약하고 있다.
그는 현역 시절 대부분을 스페인에서 보냈는데, 지로나와 세비야에서 100번이 넘는 라 리가 경기에 출전했고, 사라고사와 지로나 소속으로 세군다 디비시온에도 56경기 출전했다. 그는 2020년에 세비야 소속으로 유로파리그 우승을 거두었다.
2013년을 기점으로 모로코 국가대표로 차출된 부누는 2018년 월드컵과 3차례 아프리카 네이션스컵에 참가했다. 그는 앞서 U-23 국가대표팀 일원으로 2012년 하계 올림픽에 참가했다.

## 클럽 경력

### 위다드 카사블랑카
부누는 캐나다 퀘벡 주 몽레알 출신으로 2011년에 위다드 카사블랑카 소속으로 1군 신고식을 치렀는데, 이는 1군 승격 1년 만의 일이었다.

### 아틀레티코 마드리드
2012년 6월 14일, 부누는 라 리가의 아틀레티코 마드리드로 이적하여 세군다 디비시온의 2군 소속이 되었다. 그는 2군 주전으로 활약하다가 간혹 3번째 수문장으로서 1군에 차출되기도 했으며, 2013년 5월 31일에 4년 연장 계약을 맺었다. 2014년 여름, 티보 쿠르투아와 다니엘 아란수비아가 구단을 떠나면서 정식 1군 일원이 되었다. 그의 첫 1군 경기 출전은 1-0으로 이긴 누만시아와의 2014년 7월 24일 개막 전 친선경기였다.

### 사라고사
2014년 9월 1일, 부누는 1년동안 세군다 디비시온의 사라고사로 임대되었다. 시즌 전반기에 오스카르 월리에 밀려 후보에 그쳤지만, 이듬해 1월 11일에 3-5로 패한 라스 팔마스 원정 경기에서 신고식을 치르고, 시즌 말까지 총 16번의 경기에 출전했다. 승격 준플레이오프전에서, 월리가 지로나와의 1차전에서 0-3 안방 패배의 원흉이 되자, 부누가 대신해 2차전에 나서서 4-1 승리로 원정 다득점 승리를 견인했다. 사라고사는 플레이오프전에서 라스 팔마스에 원정 다득점으로 석패해 승격이 좌절되었다. 2015년 7월 23일, 그는 1년 더 임대 계약을 맺어 아라곤 연고 구단으로 복귀했다.

### 지로나
2016년 7월 12일, 부누는 지로나와 2년 계약을 맺으면서 완전히 이적했다. 그는 1년차에 딱 전체 경기의 절반을 출전했는데, 나머지는 레네 로만이 출전했고, 소속 구단은 준우승으로 승격을 이룩했다. 2019년 1월, 1부 리그의 주전으로 도약한 그는 2021년 6월까지 계약을 연장했다.

### 세비야
2019년 9월 2일, 카탈루냐 연고 구단이 강등되면서, 보노는 또다른 1부 리그 구단인 세비야로 1년 동안 임대되었다. 리그에서 토마시 바츨리크의 후보를 맡은 그는 국내 컵대회에 주로 출전했고, 2019-20 시즌 유로파리그 우승의 주역이 되었는데, 특히 울버햄프턴 원더러스와의 8강전에서 라울 히메네스의 페널티 킥을 선방하여 1-0 승리에 일조해 찬사를 받았고, 맨체스터 유나이티드와의 준결승전 2-1 승리를 견인하고, 뒤이어 인테르나치오날레와의 결승전에서는 로멜루 루카쿠의 결정적인 1대1 기회에서 선방해 3-2 승리에 방점을 찍었다.
2020년 9월 4일, 보노는 안달루시아 구단과 4년 계약을 맺어 완전 이적했다. 이듬해 3월 21일, 그는 바야돌리드와의 경기 막판해 프로 무대 1호골을 기록하여 1-1 무승부를 만들어냈다.

### 알힐랄
2023년 8월 17일, 사우디 프로페셔널리그의 알힐랄과 계약을 맺고 이적했다.

## 국가대표팀 경력
부누는 캐나다와 모로코 국가대표팀에서 모두 활약할 자격이 있었으나, 후자의 U-20 국가대표팀 일원으로 2012년 투르누아 에스푸아 드 툴롱에 참가해 1경기 출전하며 모로코 대표로 참가할 의사를 나타냈다. 그는 2012년 하계 올림픽에서 모로코의 18인 U-23 국가대표팀 명단에 이름을 올려 참가했으나, 주로 모하메드 암시프의 후보로 활약했고, 모로코는 조별 리그를 넘지 못했다.
2013년 8월 14일, 부누는 부르키나 파소와의 친선경기를 앞두고 성인 국가대표팀에 차출되었다. 그는 이튿날 국가대표팀 경기에 처음으로 출전했지만, 후반전에 45분을 활약하고, 탕헤르에서 열린 이 경기에 1-2로 패했다.
2018년 5월, 부누는 러시아에서 열린 2018년 월드컵을 앞두고 모로코의 23인 최종 명단에 이름을 올렸고, 이집트에서 벌어진 2019년 아프리카 네이션스컵에서도 에르베 르나르 사단의 주전 수문장으로 나미비아전과 코트디부아르전에서 각각 1-0 무실점 승리를 쟁취해 16강 진출을 견인했다.
부누는 카메룬에서 열린 2021년 아프리카 네이션스컵에도 차출되었다. 대회에서 그는 아랍어로만 기자회견에 응했고, 다른 언어로는 답하지 않았다.

## 경력 통계

### 클럽
2022년 5월 15일 기준
| 구단                  | 시즌      | 리그              | 리그 | 리그 | 컵   | 컵 | 대륙 | 대륙 | 기타 | 기타 | 합계 | 합계 |
| 구단                  | 시즌      | 리그명            | 출장 | 골   | 출장 | 골 | 출장 | 골   | 출장 | 골   | 출장 | 골   |
| --------------------- | --------- | ----------------- | ---- | ---- | ---- | -- | ---- | ---- | ---- | ---- | ---- | ---- |
| 위다드 카사블랑카     | 2010–11   | 보톨라            | 0    | 0    | 0    | 0  | 1    | 0    | —    | —    | 1    | 0    |
| 위다드 카사블랑카     | 2011–12   | 보톨라            | 8    | 0    | 0    | 0  | 0    | 0    | —    | —    | 8    | 0    |
| 위다드 카사블랑카     | 합계      | 합계              | 8    | 0    | 0    | 0  | 1    | 0    | —    | —    | 9    | 0    |
| 아틀레티코 마드리드 B | 2012–13   | 세군다 디비시온 B | 24   | 0    | —    | —  | —    | —    | —    | —    | 24   | 0    |
| 아틀레티코 마드리드 B | 2013–14   | 세군다 디비시온 B | 23   | 0    | —    | —  | —    | —    | —    | —    | 23   | 0    |
| 아틀레티코 마드리드 B | 합계      | 합계              | 47   | 0    | —    | —  | —    | —    | —    | —    | 47   | 0    |
| 아틀레티코 마드리드   | 2013–14   | 라 리가           | 0    | 0    | 0    | 0  | 0    | 0    | 0    | 0    | 0    | 0    |
| 사라고사 (임대)       | 2014–15   | 세군다 디비시온   | 16   | 0    | 0    | 0  | —    | —    | 3    | 0    | 19   | 0    |
| 사라고사 (임대)       | 2015–16   | 세군다 디비시온   | 19   | 0    | 0    | 0  | —    | —    | —    | —    | 19   | 0    |
| 사라고사 (임대)       | 합계      | 합계              | 35   | 0    | 0    | 0  | —    | —    | 3    | 0    | 38   | 0    |
| 지로나                | 2016–17   | 세군다 디비시온   | 21   | 0    | 0    | 0  | —    | —    | —    | —    | 21   | 0    |
| 지로나                | 2017–18   | 라 리가           | 30   | 0    | 1    | 0  | —    | —    | —    | —    | 31   | 0    |
| 지로나                | 2018–19   | 라 리가           | 32   | 0    | 0    | 0  | —    | —    | —    | —    | 32   | 0    |
| 지로나                | 합계      | 합계              | 83   | 0    | 1    | 0  | —    | —    | —    | —    | 84   | 0    |
| 세비야 (임대)         | 2019–20   | 라 리가           | 6    | 0    | 2    | 0  | 10   | 0    | —    | —    | 18   | 0    |
| 세비야                | 2020–21   | 라 리가           | 33   | 1    | 6    | 0  | 5    | 0    | 1    | 0    | 45   | 1    |
| 세비야                | 2021–22   | 라 리가           | 31   | 0    | 0    | 0  | 10   | 0    | —    | —    | 41   | 0    |
| 세비야                | 합계      | 합계              | 70   | 1    | 8    | 0  | 25   | 0    | 1    | 0    | 104  | 1    |
| 경력 통계             | 경력 통계 | 경력 통계         | 243  | 1    | 9    | 0  | 26   | 0    | 4    | 0    | 282  | 1    |

1. ↑  챔피언스리그 출전 기록
2. ↑  라 리가 플레이오프전 출전 기록
3. ↑  유로파리그 출전 기록
4. ↑  챔피언스리그 출전 기록
5. ↑  UEFA 슈퍼컵 출전 기록
6. ↑  챔피언스리그 6경기, 유로파리그 4경기 출전

### 국가대표팀
2022년 3월 29일 기준
| 국가대표팀 | 연도 | 출장 | 골 |
| ---------- | ---- | ---- | -- |
| 모로코     | 2013 | 1    | 0  |
| 모로코     | 2014 | 0    | 0  |
| 모로코     | 2015 | 3    | 0  |
| 모로코     | 2016 | 2    | 0  |
| 모로코     | 2017 | 2    | 0  |
| 모로코     | 2018 | 4    | 0  |
| 모로코     | 2019 | 10   | 0  |
| 모로코     | 2020 | 4    | 0  |
| 모로코     | 2021 | 8    | 0  |
| 모로코     | 2022 | 6    | 0  |
| 합계       | 합계 | 40   | 0  |

## 수상
위다드 카사블랑카
- 보톨라: 2009–10
- 챔피언스리그 준우승: 2011

아틀레티코 마드리드
- 수페르코파 데 에스파냐: 2014[34]

세비야
- 유로파리그: 2019–20[35]
- UEFA 슈퍼컵 준우승: 2020

개인
- 라 리가 트로페오 리카르도 사모라: 2021–22[36]
- 유로파리그 시즌의 팀: 2019–20[37]
- 라 리가 전반기 아프리카인 최우수 선수: 2021–22[38]
- CIES 라 리가 올해의 팀: 2021–22[39]